# Hereford Castle
Hereford Castle var en borg, der stod i byen Hereford i Herefordshire, England. Den blev grundlagt på et tidspunkt inden 1052, og det var en af de tidligste stenfæstninger i England. Hereford Castle blev sandsynligvis ødelagt da waliserne raserede Hereford i 1055, men den synes at være blevet erstattet af en ny borg i de følgende årtier. Under borgerkrigen under kong Stefan af Blois blev borgen belejret tre gange. Garnisonen overgav sig hver gang og kontrollen af borgen skiftede derfor flere gange.
Under Glyndwroprøret i begyndelsen af 1400-tallet brugt kong Henrik 4. af England borgen som udgangspunkt for sine kampagner i Wales.